# 観音寺 (大和市)
観音寺（かんのんじ）は神奈川県大和市下鶴間にある高野山真言宗の寺院。詳名は鶴間山東照院観音寺。

## 歴史
古くは金亀坊（こんきぼう）と呼ばれていた。武州都筑郡恩田村徳恩寺末。中興開山は頼満（1608年（慶長13年）没）。それ以前の開山、開基は不明である。かつての本尊は地蔵菩薩で、真言院と呼ばれていたとも言われている。観音寺縁起によると、宝暦年間（1751〜1764）に寺号が観音寺となった。現在の本尊である十一面観音については、次のような逸話が伝えられている。宝暦年間に瀬谷村中屋敷の高橋是右衛門家にあった十一面観音が、当時の宥仁和尚と是右衛門の夢枕に立ち、観音寺に奉安せよと告げたことから、境内に新しく作られた観音堂に勧請された。その後、大火によって周辺が燃えたときに観音堂のみが無事だったため、この十一面観音を本尊とし、寺号も観音寺となった。本尊の十一面観音は武相観音札所第1番。相模新西国三十三観音札所として、1759年（宝暦9年）に設けられた。薬師は武相寅年薬師の第21番霊場。享保年間（1716～1735）以降に設けられたとされる。

## 境内
県道56号線「観音寺前」交差点の北東から観音寺の敷地が始まる。
敷地内に入ってすぐ右手に金亀坊稲荷が見え、右手に折れると当該稲荷へ続く参道が始まる。金亀坊稲荷の左手には、弁天堂がある。
正面には観音寺の山門があり、山門をくぐった右手には手前から手水舎と大銀杏、左手には手前から観世音菩薩立像と太子堂がある。
本堂の裏手には墓地が広がる。

### 金亀坊稲荷
創立時期は不明。本殿は1831年（天保2年）の造営とされる。建築様式は、一間社、流造、見世棚造、長板葺。

### 庚申塔
1680年（延宝8年）造立の念仏供養塔。安山岩に阿弥陀如来像が彫られており、舟型上端部の欠損を除き、像や文字は鮮明に残っている。「延宝八庚申二月吉日」とある。
大銀杏の根元付近には、三猿が彫られた別の庚申供養塔が存在する。

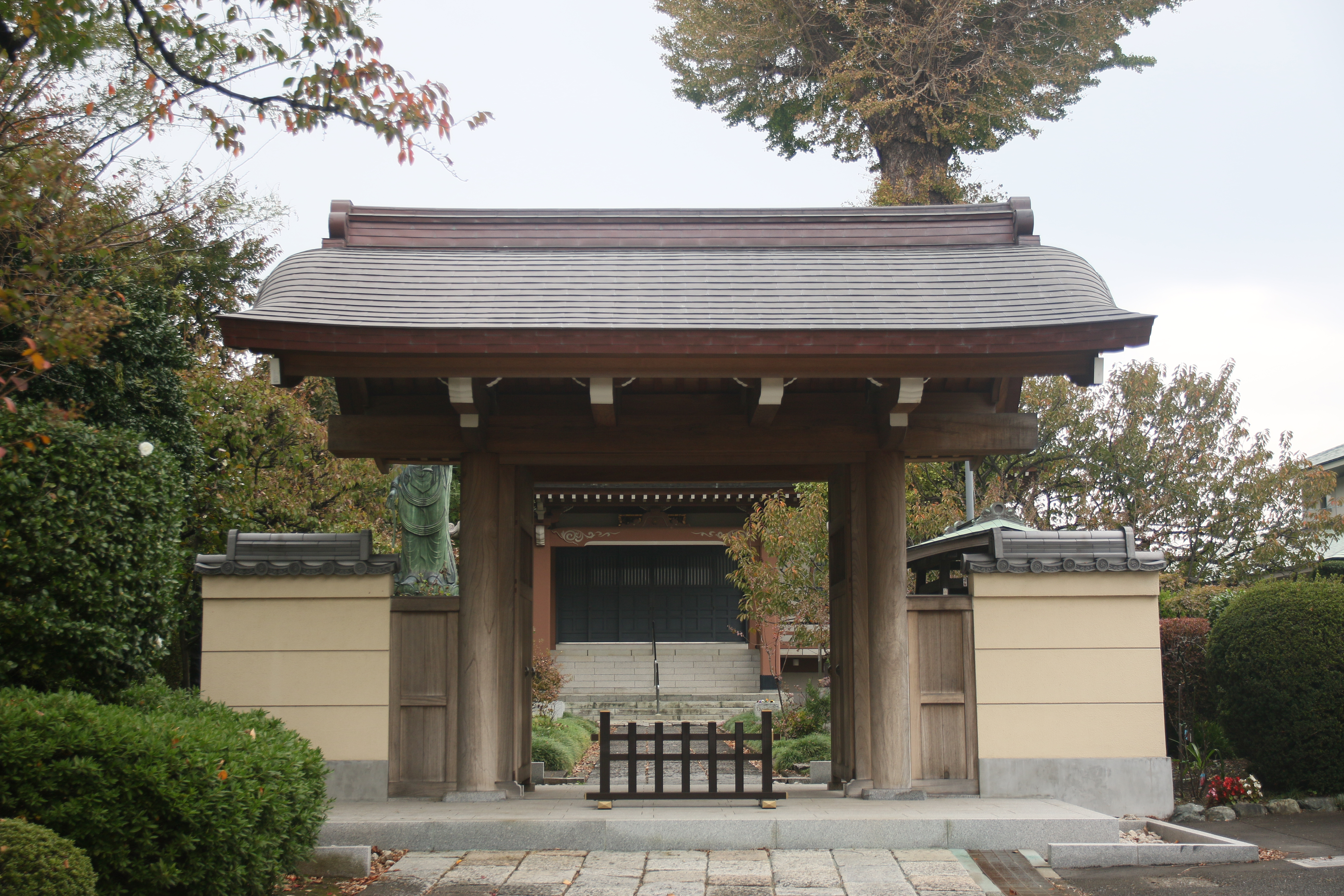
山門
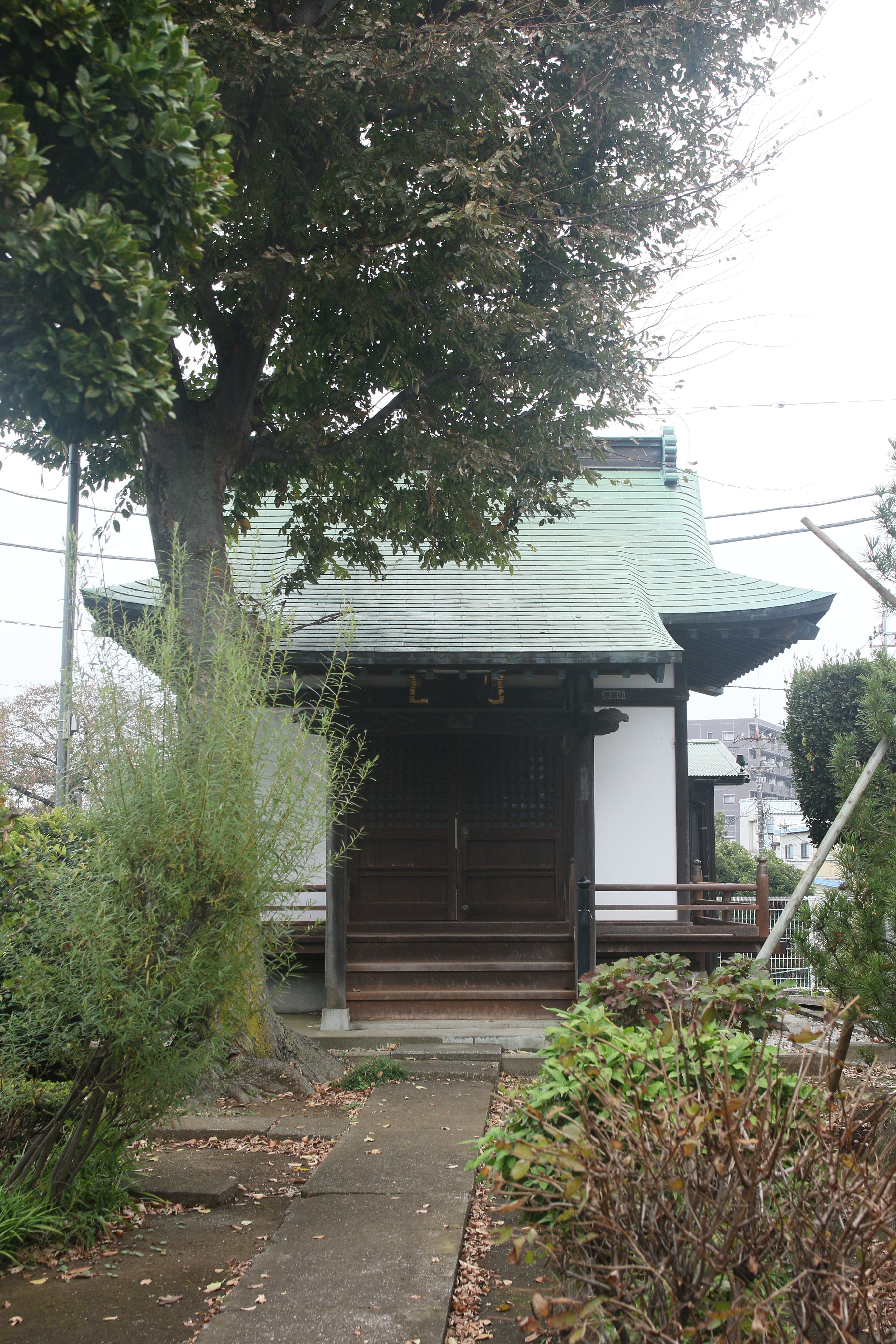
弁天堂
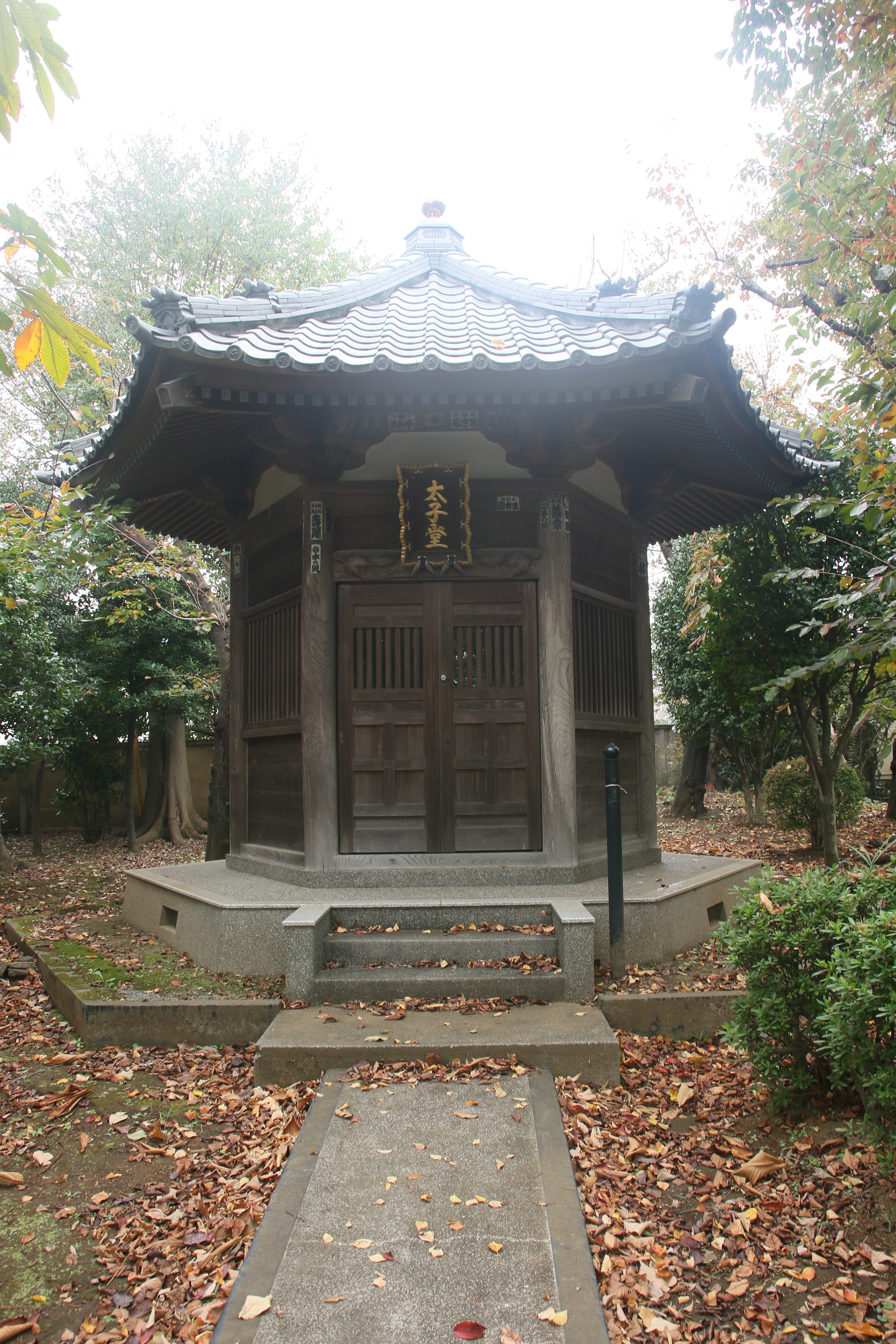
太子堂
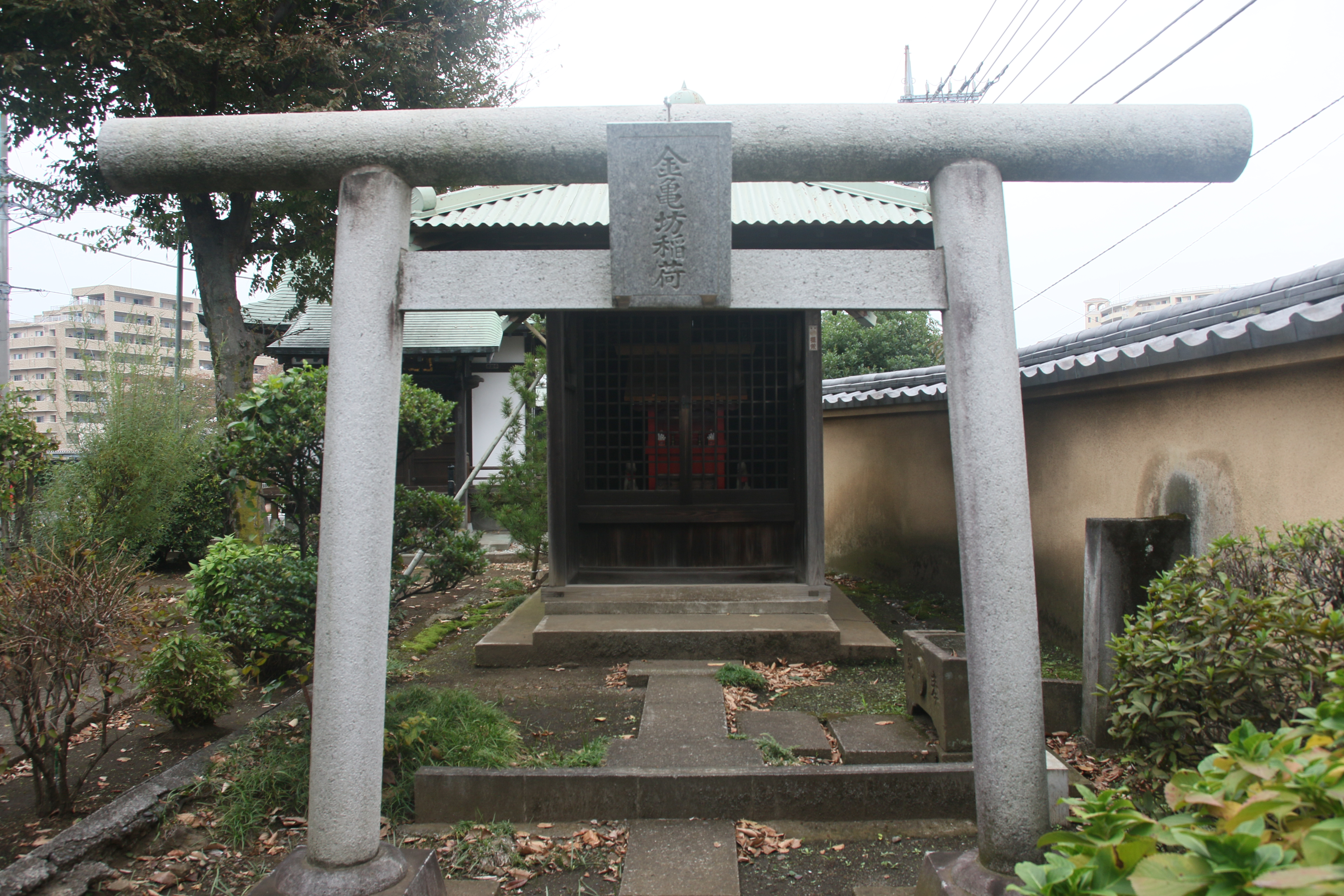
金亀坊稲荷
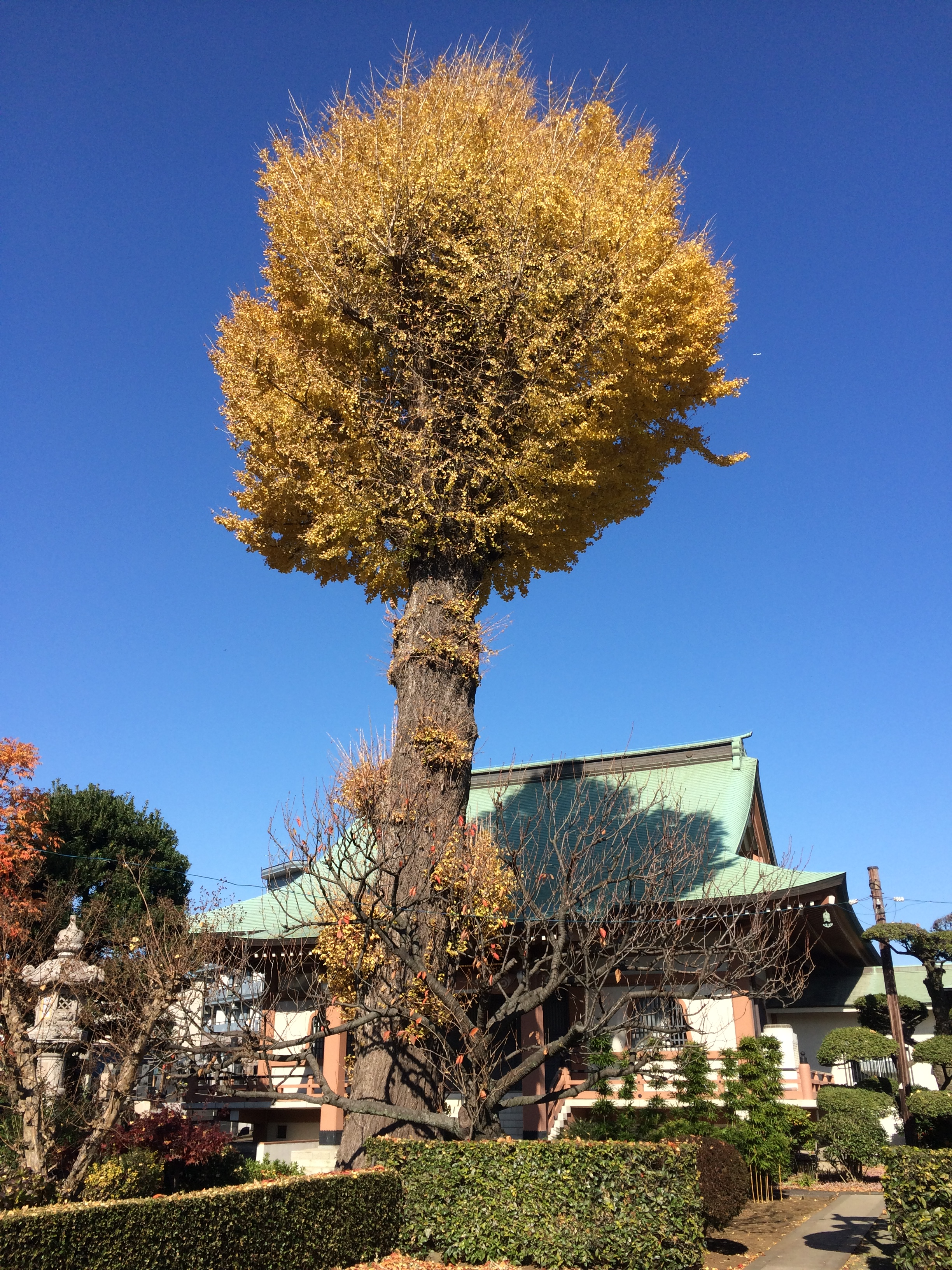
銀杏
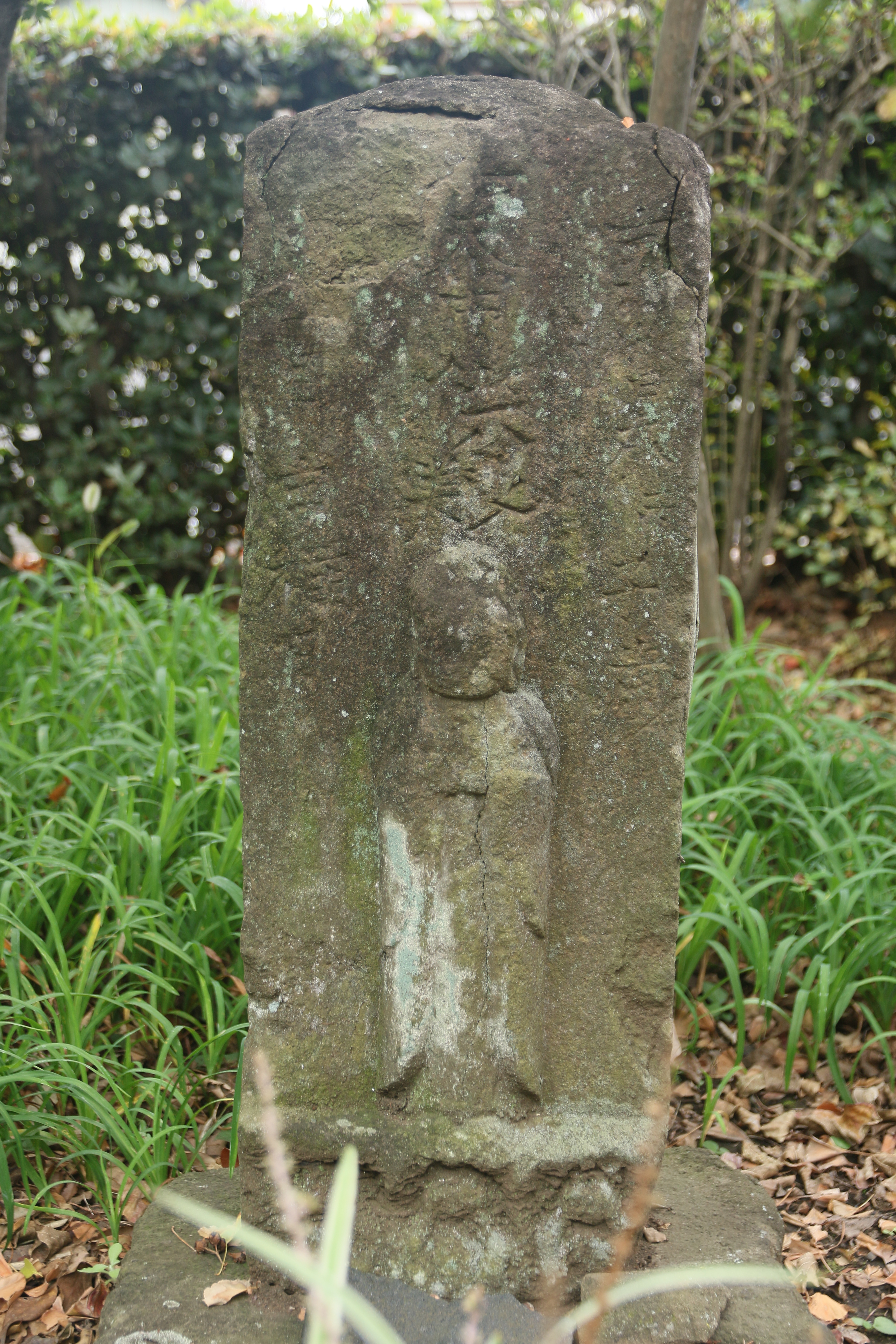
庚申塔

## 文化財

### 大和市指定重要文化財
- 厨子

背面板壁にあった墨書から、1544年（天文13年）制作と考えられる。建築様式は、鎌倉時代以降に日本に入ってきた禅宗様。
- 木造地蔵菩薩半跏像

寄木造りで、玉眼が嵌め込まれている。肉身部は漆箔。造像年代は明らかではないものの、室町時代末期か十六世紀頃の像立と考えられている。右手に錫杖、左手に宝珠を持ち、蓮台の上に座して左足を踏み下げた姿をしている。像高は101.5cmで、輪光の光背を含む。

### 仏像
境内にある建物の中には、複数の仏像が安置されている。
- 木造十一面観音立像

本尊であり秘仏。十五世紀末ないし十六世紀初め頃に造像されたものと考えられている。卯年開帳。
- 木造薬師如来立像

江戸時代に造像されたものと考えられている。寅年開帳。
- 木造十一面観音坐像

寄木造り。光背背面の記録から、1781年（天明元年）の造像と考えられている。
- 木造立像

全体に磨耗が激しい。旧本尊の地蔵菩薩半跏像の体内に収められていた経緯から、1863年（文久3年）の造像と考えることもできる。
- 木造弁財天坐像、毘沙門天、大黒天及び十六童子立像

元禄年間の造像と考えられている。
- 木造聖徳太子像

六角堂に安置されている。1725年（享保10年）、江戸時代の仏師である大熊宮内作。
- 木造菩薩立像 1718年（享保3年）造像
- 木造馬頭観音立像 1718年（享保3年）造像
- 木造宇賀神像 1871年（明治4年）造像
- 銅造誕生釈迦仏立像
- 木造観音・勢至両菩薩立像
- 木造聖観音立像
- 木造千手観音立像
- 木造如意輪観音菩坐像
- 木造不空羂索観音坐像
- 木造地蔵菩薩立像
- 木造不動明王立像
- 木造毘沙門天立像
- 木造弘法大師坐像

### その他
観音寺には江戸時代に奉納された古い絵馬が残っており、その絵師も判明している。
- 1783年（天明3年）2月奉納 絵師：相田舎高隺 サイズ：78.5cm × 90.8cm 大和市内最古の絵馬
- 1819年（文政2年）3月奉納 絵師：月之山素兵衛 サイズ：79.0cm × 103.8cm

## 年中行事
以下の行事が行われている。
- 1月21日 - 太子講
- 2月21日 - 御影供
- 3月 - 春の彼岸
- 4月 - 初巳（弁天様の縁日）
- 8月第1土曜日 - 新盆供養
- 8月 - 盆
- 9月17日 - 夜街
- 9月18日 - 観音様の縁日
- 9月 - 秋の彼岸

## 交通アクセス
鉄道
- 東急田園都市線つきみ野駅下車 徒歩18分[12]
- 小田急電鉄江ノ島線 鶴間駅下車 徒歩30分[7]

バス
- 神奈中バス「観音寺前」下車 徒歩1分[12]